# Княжа-2
«Княжа-2» (укр. ФК «Княжа-2» Щасливе) — украинский футбольный клуб из села Счастливое Бориспольского района Киевской области. Играл в группе A Второй лиги. Фарм-клуб команды Первой Лиги «Княжа»(Счастливое).
В сезоне 2008/09 клуб снялся с чемпионата.